# خردلان
خردلان (بالإنجليزية: Xırdalan) هي مستوطنة تقع في أذربيجان في مقاطعة آبشوران شمال غرب العاصمة باكو.[بحاجة لمصدر] يقدر عدد سكانها بـ 37,949 نسمة ومساحتها 47 كم2 وترتفع عن سطح البحر 50 متر.

## التاريخ
ظهرت خردلان في أوائل القرن 20 كقرية. في عام 1936 ، حصل على وضع مستوطنة حضرية ، ثم مركز مقاطعة منطقة أبشيرون في جمهورية أذربيجان الاشتراكية السوفياتية.]